# Іспанська монархія
Монархія Іспанії (ісп. Monarquía Española) (конституційно визначається як Корона (ісп. La Corona) — конституційний інститут та найвища посада Іспанії. Монархія включає правлячого монарха, його сім'ю та королівський двір, який підтримує та сприяє монарху у виконанні своїх обов'язків та прерогатив. В 2020 році іспанську монархію представляють король Філіп VI, королева Летиція та їхні дочки Леонор, принцеса Астурійська та Софія, інфанта Іспанії.
Конституція Іспанії 1978 року відновила конституційну монархію як форму правління Іспанії після падіння диктатури Каудильйо Франсіско Франко та відновлення демократії Адольфо Суаресом у 1975 році. Конституцією 1978 року підтверджено роль короля Іспанії як живого уособлення і втілення іспанської держави та символу стійкої єдності та сталості Іспанії, а також позицію як «арбітра та модератора» іспанських державних установ. Конституційно, король — глава держави і головнокомандувач збройними силами Іспанії. Конституція кодифікує використання королівських стилів та титулів, королівських прерогатив, системи успадкування трону, забезпечення монарха та регентства-опікунства у випадках неповноліття чи недієздатності монарха. Відповідно до конституції, монарх також сприяє розвитку відносин з «народами своєї історичної спільноти». Король Іспанії — президент Організації Іберо-Американських держав, яка представляє приблизно понад 700 млн людей у двадцяти чотирьох країнах-членах по всьому світу. У 2008 році король Хуан Карлос I вважався найпопулярнішим лідером у всій Іберо-Америці.
Іспанська монархія сягає корінням у Вестготське королівство зі столицею у Толедо, заснованому після падіння Західної Римської імперії. В той час Астурійське королівство почало боротьбу з арабським завоюванням після вторгнення Омеядського халіфату в Іспанію у 8 столітті. Династичний шлюб між Ізабеллою I Кастильською та Фернандо II Арагонським («Католицькі королі») об'єднав Іспанію у 15 столітті. Останній претендент на трон Візантійської імперії, Андрій Палеолог в своєму заповіті від 7 квітня 1502 року передав імператорський титул Фернандо II Арагонському та Ізабеллі I Кастильській.
Іспанська імперія стала однією з перших могутніх світових держав, коли Ізабелла та Фердинанд фінансували дослідницьку подорож Христофора Колумба через Атлантичний океан. Морський шлях, який він відкрив, проклав шлях для завоювання Іспанією більшої частини Америк.
У 2018 році бюджет іспанської монархії становив 7,9 млн євро. Ця сума є одною з найнижчих з державних витрат на інститут монархії в Європі.

## Історія

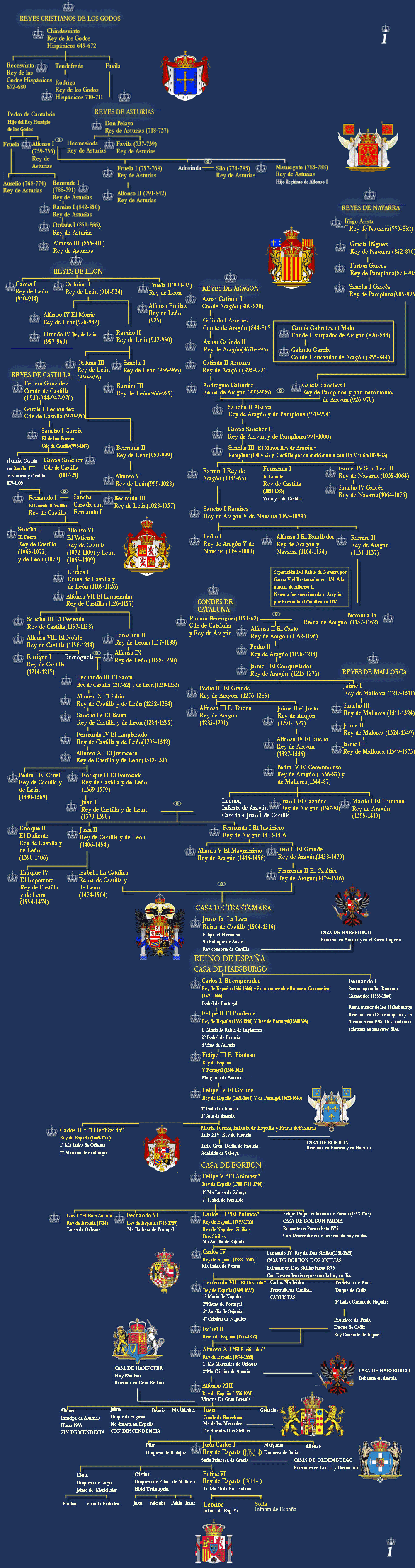
Династична лінія від перших королів Вестготів до Філіпа VI.

Монархія в Іспанії сягає корінням у Вестготське королівство та його християнські держави-наступники Наварра, Астурія, Леон, Кастилія та Арагон, які почали боротьбу з арабським завоюванням після вторгнення Омеядського халіфату в Іспанію у VIII столітті. Однією з найбільш ранніх впливових династій були Хіменеси, які об'єднали більшу частину християнської Іберії під своїм керівництвом у XI столітті. Від Санчо III Наваррського (1000—1035) до Урраки Леонської (1106—1125) члени родини Хіменес претендували на історичний титул вестготів «Імператор усієї Іспанії» (лат. Imperator totius Hispaniae). Правителі з династії Хіменесів прагнули приєднати свої королівства до європейського театру подій, тому часто вступали в міжпіренейські союзи та шлюби, і стали покровителями релігійних реформ (бл. 950 — бл. 1130). Син Урраки та спадкоємець Альфонсо VII, перший з іспанської гілки Бургундської родини, останнім претендував на титул «Імператор усієї Іспанії», але розділив свою імперію серед своїх синів. Громадянська війна в Кастилії (1366—1369) закінчилася смертю короля Педро I (1334—1369) від руки його позашлюбного зведеного брата Енріке Трастамарського, який правив як Енріке II (1369—1379). Енріке II став першим правителем іспанського королівства з Трастамарської династії. Спадкоємиця короля Педро I, його внучка Катерина Ланкастерська, вийшла заміж за Енріке III, поєднавши династії Хіменисів та Трастамара в особі їхнього сина, короля Хуана II.

### Подружній союз католицьких монархів
У XV столітті шлюб між Ізабеллою I Кастильською та Фернандо II Арагонським, обидва представники Трастамарської династії, відомі як «католицькі монархи», об'єднали два важливі королівства Піренейського півострова. Кожне королівство зберігало свою основну структуру. У 1492 році католицькі монархи завоювали Гранадський емірат на півдні Іспанії, останню мусульманську територію на Піренейському півострові. Об'єднання Іспанії відзначається з цієї дати, хоча різні іспанські королівства не припинили існування після цієї дати.
Території іспанської імперії за кордоном були залежними від Кастилії, і Кастилія мала там безмежний вплив. Після іспанських досліджень та поселень в Карибському басейні, завоювання Мексики та завоювання Перу, корона встановила високі суди у важливих регіонах та намісництва (Мексика, 1535; Перу, 1542) разом з намісником (віце-королем) та аудієнціями — ефективними адміністраторами королівської політики.

### Габсбурги
На початку 16 століття за короля Карла I (також імператора Священної Римської імперії як Карл V), сина королеви Кастилії Хуани I іспанська монархія перейшла до Габсбургів. Правління Філіппа ІІ ознаменувало пік золотої доби Іспанії (1492—1659), періоду великої колоніальної експансії та торгівлі. У 1700 році Карл II був останнім з іспанських Габсбургів і його смерть спричинила війну за іспанську спадщину.

### Бурбони
Зі смертю бездітного Карла II правонаступництво престолу було спірним. Карл II призначив своїм спадкоємцем онука своєї сестри Марії Терезії, Філіппа III Французького, герцога Анжуйського. На початку XVIII століття можливе об'єднання Іспанії з Францією, на той час двох великих європейських держав, спричинило війну за іспанську спадщину. Завершенням війни стали Утрехтський мир (1713) та Раштаттський мир (1714), які зберегли європейський баланс сил.
У середині XVIII століття, особливо при Карлі III, іспанська корона розпочала амбітний та далекосяжний проєкт щодо здійснення великих реформ в управлінні Іспанії та Іспанської імперії. Ці зміни, відомі як Реформи Бурбонів, намагалися вдосконалити управління та отримати більший дохід від заморських територій.
Філіп V був першим королем Іспанії з династії Бурбонів. Станом на 2020 рік Філіп VI зберігає трон Іспанії за Бурбонами.
1808 року під час Наполеонівських воєн французький імператор Наполеон I Бонапарт змусив Фердинанда VII зректися престолу. Бурбони стали центром народного опору проти французького панування. Однак відмова Фердинанда VII від ліберальної іспанської конституції 1812 року, а також його міністерські призначення, зокрема виключення лібералів, поступово підірвали народну підтримку іспанської монархії. У 1830 році Фердинанд VII ухвалив «Прагматичну санкцію», якою відмінив «Салічний Закон», запроваджений Філіпом V, згідно якого жінкам заборонялося бути суверенами Іспанії. Таким чином, як це було прийнято до приходу Бурбонів, старша дочка Фердинанда VII Ізабелла стала його спадкоємицею. Опоненти «Прагматичної санкції» стверджували, що вона ніколи не була офіційно оприлюднена, таким чином, молодший брат Фердинанда VII, принц Карлос законний спадкоємець трону відповідно до «Салічного Закону».

### Перша Іспанська республіка
11 лютого 1873 року проголошена Перша Іспанська республіка. У грудні 1874 року державний переворот відновив Бурбонів на троні.

### Друга Іспанська Республіка та режим Франсіско Франко
На місцевих та муніципальних виборах 1931 року перемогли (особливо в міських районах) кандидати, які виступали за ліквідацію монархії та створення республіки. Зіткнувшись з заворушеннями в містах, Альфонсо XIII залишив країну, але не зрікся трону. Держава перетворилася на відносно недовговічну Другу Іспанську Республіку. Період політичної нестабільності призвів до початку Громадянської війни, яка тривала з 1936 до 1939 року. Громадянська війна закінчилися перемогою генерала Франсіско Франко та його прихильників.
1947 року Іспанія прийняла Закон про правонаступництво та перетворилися на монархію. Згідно цього закону Франсіско Франко керував як глава держави Королівства Іспанія з вакантним місцем короля до своєї смерті у 1975 році.

### Відновлення монархії
Франко призначив Хуана Карлоса де Бурбона своїм наступником, який потім очолив перехід Іспанії від диктатури до демократії шляхом проведення політичних реформ.
Незадоволений темпом демократичних реформ, новий король Хуан Карлос I, звільнив Карлоса Аріаса Наварро і призначив реформатора Адольфо Суареса головою уряду у 1977 році.
1978 на референдумі прийнято нову Конституцію Іспанії. А 1981 року рішучі дії короля дозволили швидко нівелювати спробу державного перевороту.
Після спроби перевороту Хуан Карлос відійшов від активної політичної діяльності.

## Корона, конституція та королівські прерогативи

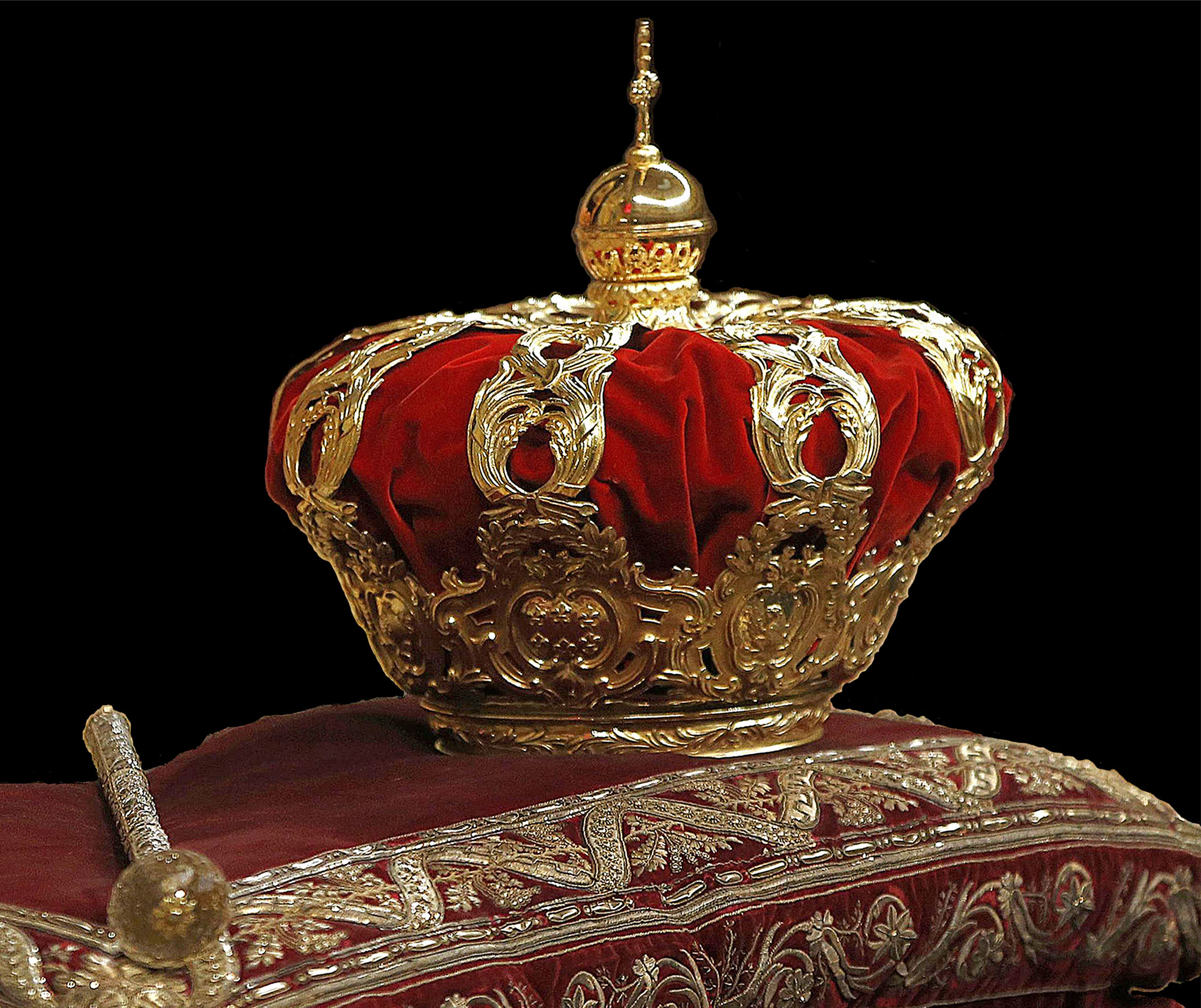
Іспанська королівська корона та скіпетр

Корона Іспанії (ісп. la Corona de España), яка походить від вестготського королівства V століття та наступних держав-наступників, визначена у II розділі «Корона» (статті 56—65) Конституції Іспанії 1978 року. Конституційно монарх втілює і уособлює «нерозривну» єдність і сталість іспанської держави, і представляє правосуб'єктність держави та в подальшому виконує роль «Батька нації». Як об'єднавча фігура для нації, у 2010 році король Хуан Карлос працював над тим, щоб «подолати розрив» між поляризованими політичними партіями Іспанії та розробити єдину стратегію у відповідь на фінансову кризу.
Відповідно до конституції Іспанії, суверенітет походить від народу, тому народ надає королю владу монарха:
Монарх «регулює та модерує регулярне функціонування інституцій» та приймає на себе найвище представництво іспанської держави у міжнародних відносинах. Монарх виконує функції, прямо покладені на нього конституцією та законами.
Після коронації та проголошення перед Генеральними кортесами, король присягає вірно виконувати свої конституційні обов'язки та дотримуватися конституції та законів держави. Крім того, конституція покладає на короля додаткову відповідальність за забезпечення дотримання конституції. Нарешті, король присягає поважати права іспанських громадян та самоврядних громад. Принц Астурійський, досягнувши повноліття, робить ту саму присягу, що і король, разом з окремою присягою на вірність монарху.
Стаття 62 II розділу Конституції «Корона», визначає повноваження короля, тоді як Стаття 99 IV розділу «Уряд та управління справами», визначає роль короля у призначенні прем'єр-міністра та формуванні кабінету міністрів/уряду. Статті 117, 122—124 розділу VI «Судова влада», визначають роль короля в незалежній судовій системі країни. Однак, конституційною конвенцією, встановленою Хуаном Карлосом I, король здійснює свої прерогативи, питаючи поради уряду, при цьому зберігаючи політично безпартійну та незалежну монархію. Отримання урядових порад не обов'язково зобов'язує монарха їх виконувати, за винятком випадків, передбачених конституцією. Його акти завжди підписуються в порядку визначеному статтею 64. Без такого підпису вони не дійсні, за винятком випадків, передбачених пунктом 2 статті 65.
Згідно статті 62 розділу II, король:
1. Затверджує та оприлюднює закони.
2. Скликає та розпускає Генеральні кортеси та призначає вибори на умовах, передбачених Конституцією.
3. Оголошує референдум у випадках, передбачених Конституцією.
4. Пропонує кандидата на посаду Голови Уряду та призначає його або звільняє його від посади, як це передбачено Конституцією.
5. Призначає та звільняє членів Уряду за пропозицією Голови уряду Іспанії.
6. Публікує постанови затверджені Кабінетом міністрів[en] про призначення на цивільні та військові посади, почестей та відзнак відповідно до законодавства.
7. Має бути поінформований про державні справи і для цього головувати на засіданнях Кабінету міністрів, коли він вважає за потрібне, на прохання Голови уряду.
8. Верховний головнокомандувач Збройних сил.
9. Має право на помилування відповідно до закону, який не може давати загальних помилувань.
10. Здійснює Високе шефство над Королівськими академіями[2][15].

## Звернення до монарха, титули та джерело величі

Королівський штандарт

Конституція 1978 року підтверджує титул монарха — «Король Іспанії». Він також може використовувати інші титули, історично пов'язані з Короною.
Згідно з Королівським указом 1368/1987, що регулює титули та почесті королівської сім'ї та регентів, король та його дружина, королева-консорт, офіційно будуть називатися «Його Величність та Її Величність» (Їх Величності, ісп. Su Majestad, де Su означає Його або Її), а не традиційно «католицька Величність» (ісп. Su Católica Majestad). Принц-консорт, чоловік правлячої королеви, матиме звернення «Його Королівська Високість» (ісп. Su Alteza Real). Вдови та вдівці монархів повинні зберігати це звернення до наступного одруження. Спадкоємець трону з народження має титул принц Астурійський та інші титули, історично пов'язані з ним. Серед інших, до цих титулів відносять Принц Віанський, історично пов'язаний зі спадкоємцем Наваррського королівства; титули Принц Жиронський та Герцог Монтбланський — з Арагонською Короною. Інші діти монарха та діти спадкоємця повинні мати титул Інфант або Інфанта (принц чи принцеса) та мати форму звернення Його або Її Королівська Високість (ісп. Su Alteza Real). Королівський указ додатково обмежує можливості будь-якого регента використовувати або створювати титули при неповнолітті або недієздатності монарха. До четвертого покоління нащадків, або правнуків правлячого монарха не передбачено титулів та форм звернення.
Після зречення трону у 2014 році Хуан Карлос I та його дружина Софія зберігають титули ввічливості короля та королеви Іспанії.